# Hüttenroda
Hüttenroda is een dorp in de Duitse gemeente Unterbreizbach in  Thüringen. De gemeente maakt deel uit van het Wartburgkreis.  Het dorp wordt voor het eerst genoemd in een oorkonde uit 1239. In 1975 werd de tot dan zelfstandige gemeente gevoegd bij Sünna, dat in 1996 opging in Unterbreizbach.